# Hibernia (Schiff, 1907)
Die HMS Hibernia war ein Einheitslinienschiff (engl. pre-dreadnought) der King-Edward-VII-Klasse, das Anfang des 20. Jahrhunderts für die Royal Navy gebaut wurde.

## Geschichte
Die Hibernia wurde am 6. Januar 1904 in Devonport auf Kiel gelegt, am 17. Juni 1905 vom Stapel gelassen und im Dezember 1906 fertiggestellt. Am 2. Januar 1907 wurde sie für den Einsatz in der Atlantic Fleet in Dienst gestellt. Am 27. Februar 1907 wurde das Schiff der Kanalflotte zugeteilt, die im Rahmen der Flottenumstrukturierung vom 24. März 1909 zur 2. Division der Home Fleet wurde.
Am 14. Juli 1910 wurde sie von der Bark Loch Trool gerammt, kurz nachdem diese mit der Britannia kollidiert war, erlitt aber keine nennenswerten Schäden. Im Januar 1912 wurde sie durch die Orion abgelöst und mit einer Rumpfmannschaft der 3. Division an der Nore zugewiesen.
Die Kanalflotte wurde im Rahmen der Flottenumstrukturierung vom 24. März 1909 zur 2. Division der Home Fleet, wodurch die Hibernia Teil dieser neuen Flotte wurde. Im Mai 1912 wurde die Hibernia in Sheerness dem 3. Schlachtgeschwader der Home Fleet zugeteilt und im November 1912 ins Mittelmeer abkommandiert, wo sie als Teil eines Verbandes der europäischen Großmächte Österreich, Frankreich und Deutsches Reich an der Blockade Montenegros und an der Besetzung von Shkodra teilnahm, um Mazedonien zur Abtretung der Stadt an das neu gegründete Albanien zu zwingen. Anschließend kehrte die Hibernia wieder nach Großbritannien zurück und wurde am 27. Juni 1913 wieder in die Home Fleet aufgenommen.

### Erster Weltkrieg
Beim Ausbruch des Ersten Weltkrieges wurde die Hibernia unter dem Kommando von Vizeadmiral Edward Bradford der Grand Fleet zugewiesen und in Rosyth stationiert. Am 6. August, einen Tag nach der Kriegserklärung Großbritanniens an das Deutsche Reich, lief die Hibernia zusammen mit einem Teil der Grand Fleet in die Nordsee aus, um die Küste Norwegens auf der Suche nach einem deutschen Marinestützpunkt zu inspizieren. Es wurde kein solcher Stützpunkt gefunden und die Schiffe kehrten am nächsten Tag in den Hafen zurück. Am 14. August stachen die Schiffe zu Gefechtsübungen in See, bevor sie im Laufe des Tages zu Patrouillenfahrten übergingen, die bis zum 15. August dauerten.
Am 2. November 1914 wurde das Geschwader zur Verstärkung der Kanalflotte abkommandiert und in Portland stationiert, am 13. November 1914 kehrte es zur Grand Fleet zurück.

### Raid auf Scarborough, Hartlepool und Whitby
Am 14. Dezember hatte Room 40, eine nachrichtendienstliche Abteilung der britischen Admiralität, deutsche Funksprüche entschlüsselt, die Admiral von Ingenohls Plan für einen Angriff auf Scarborough, Hartlepool und Whitby durch Franz von Hippers Aufklärungsgruppe I enthielten. In Unkenntnis der Briten sollte Hipper jedoch durch die Hochseeflotte verstärkt werden. Die Briten stachen am 15. Dezember in See, mit der Absicht, die deutschen Schiffe auf ihrer Rückfahrt in einen Hinterhalt zu locken. In den frühen Morgenstunden des 16. Dezember und bei schwerer See kam es zum Gefecht zwischen britischen und deutschen Zerstörern. Doch von Ingenohl befahl seinen Schiffen aus Sorge vor einem massierten Angriff britischer Zerstörer, abzudrehen.
Am 12. Januar 1915 stach die Hibernia zusammen mit dem 3. Schlachtgeschwader zu Geschützdrill Richtung Orkney in See und kehrte am 15. Januar nach Rosyth zurück. Um die Ostküste zu decken und als Fernunterstützung zu fungieren, fuhren das 3. Kreuzergeschwader und die sieben Schiffe des 3. Kampfgeschwaders, darunter die Hibernia, während des Gefechts auf der Doggerbank am 23. Januar von Rosyth aus in ein Gebiet in der Nordsee, von dem aus sie den deutschen Streitkräften den Weg abschneiden konnten.
Vom 17. bis zum 19. Mai und vom 29. bis zum 31. Mai unternahm die Grand Fleet Vorstöße in die zentrale Nordsee, ohne auf deutsche Schiffe zu stoßen. Vom 11. bis zum 14. Juni führte die Flotte erneut Geschütz- und Gefechtsübungen westlich von Shetland durch. Vom 2. bis zum 5. September unternahm die Flotte eine weitere Fahrt in der Nordsee, bei der sie Geschützübungen durchführte und verbrachte den Rest des Monats mit zahlreichen Trainingsübungen. Vom 13. bis zum 15. Oktober unternahm das Schiff zusammen mit dem Großteil der Grand Fleet einen weiteren Einsatz in der Nordsee. Fast drei Wochen später, vom 2. bis zum 5. November, nahm die Hibernia an einer weiteren Flottenübungsoperation westlich von Orkney teil.

#### Dardanellen
Im November 1915 wurde die Hibernia zusammen mit der Zealandia, der Russell und der Albemarle zum Einsatz in die Dardanellen abkommandiert. Die Schiffe liefen am 6. November 1915 aus Scapa Flow aus und erreichten die Dardanellen am 14. Dezember 1915. Die Hibernia stand in Kephalo in Bereitschaft und übernahm am 8. und 9. Januar 1916 die Evakuierung der Strände V und W am Kap Helles. Später im Januar wurde die Hibernia in Milos stationiert, für den Fall, dass sie für die Evakuierung der französischen Streitkräfte in Thessaloniki benötigt würde.
Ende Januar wurde die Hibernia von der Russell abgelöst und kehrte nach Großbritannien zurück, wo sie nach ihrer Ankunft in Devonport am 5. Februar 1916 wieder der Grand Fleet zugeteilt wurde. Im Oktober 1917 wurde die Hibernia ausgemustert und der Reserve in Chatham zugeteilt, wo sie als Überlaufschiff diente.

### Anschließende Aktivitäten und Nachkriegszeit
Im September 1918 forderte Admiral David Beatty die Bereitstellung eines großen Ziels, das den Schlachtschiffen der Grand Fleet realistische Schießübungen ermöglichen würde. Um dieser Anforderung gerecht zu werden, sollte die Hibernia dementsprechend umgerüstet werden. Schließlich entschied man sich jedoch für die Agamemnon. Im Juli 1919 wurde die Hibernia in Chatham auf die Abwrackliste gesetzt und am 8. November 1921 zum Abwracken an Stanlee Shipbreaking Company in Dover verkauft.

## Technik

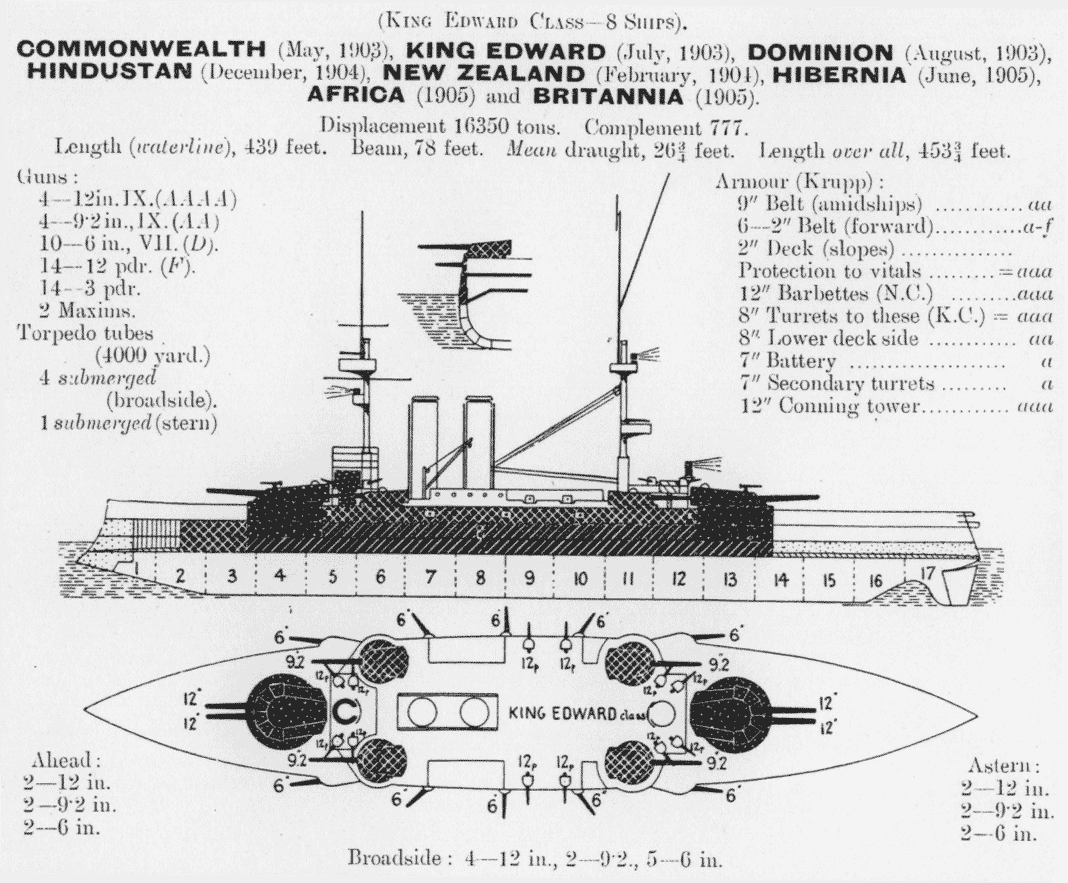
Seitenriss und Decksplan

Das Schiff hatten eine Gesamtlänge von 138,30 m, eine Breite von 22,90 m und einen Tiefgang von 7,82 m. Die Verdrängung lag zwischen 15.835 t und 17.567 t.

### Antrieb
Die Hibernia war mit zwei Vierzylinder-Verbunddampfmaschinen ausgestattet, die jeweils eine Welle antrieben und insgesamt 18.000 Shp (13.239 kW) entwickelten, mit denen sie eine Höchstgeschwindigkeit von 18,5 Knoten (34 km/h) erreichte. Der Dampf wurde von achtzehn Babcock-&-Wilcox-Wasserrohr- und drei Großwasserraumkessel geliefert. Das Schiff konnte maximal 2.273 t Kohle und zusätzlich 386 t Heizöl mitführen, was ihm bei 10 Knoten (19 km/h) eine Reichweite von 5.270 Seemeilen (9.760 km) ermöglichte. Die Besatzung des Schiffes bestand aus 777 Offizieren und Mannschaft.

### Bewaffnung
Die Hauptbewaffnung bestand aus vier 305-mm-Geschützen in Zwillingstürmen vor und hinter den Aufbauten sowie vier 234-mm-Geschützen in Einzelgeschütztürmen innerhalb der gepanzerten Zitadelle, zwei auf jeder Breitseite. Die 305-mm-Geschütze waren auf Mk-BVII-Lafetten mit einem Seitenrichtbereich von −150 bis +150 Grad montiert. Die Kanonen selbst wogen 51 t und hatten bei einer maximalen Elevation von 30° und einer Mündungsgeschwindigkeit von 796 m/s eine Reichweite von 24.230 m. Sie verschossen 386 kg schwere Granaten mit einer Kadenz von etwa zwei Schuss pro Minute. Die vier 234-mm-Geschütze waren auf Mk-VS-Einzellafetten mit einem Seitenrichtbereich von −142 bis +142 Grad montiert. Die Kanonen hatten ein Gewicht von 28 t. Die sie hatten bei einer maximalen Elevation von 30 Grad und einer Mündungsgeschwindigkeit von 847 m/s eine Reichweite von 23.500 m. Die Sekundärbewaffnung bestand aus zehn 152-mm-Geschützen in Kasematten, fünf auf jeder Breitseite. Die Geschütze hatten bei einer maximalen Elevation von +20° und bei einer Mündungsgeschwindigkeit von 805 m/s eine Reichweite von 16.340 m. Sie verschossen 45 kg schwere Granaten mit einer Kadenz von fünf bis sieben Schuss pro Minute. Zum Schutz gegen Torpedoboote waren vierzehn 76-mm-Geschütze sowie vierzehn 47-mm-Schnellfeuergeschütze installiert. Außerdem besaß das Schiff fünf 450-mm-Torpedorohre, eines im Heck unter Wasser und zwei auf jeder Breitseite über Wasser.

### Panzerung
Der Panzergürtel des Schiffes bestand aus 229-mm-Krupp-Zementstahl und reichte mittschiffs von etwa 7,62 m vor der vorderen Barbette bis zur achteren Barbette, wo er in 203-mm- bis 305-mm-Querschotten endete. Vor dem Gürtel verringerte sich die Dicke bis zum Bug auf 50 mm AHS-Stahl. Hinter dem Hauptgürtel bestand die Panzerung aus 50 mm starkem Nickelstahl, der über die gleiche Breite wie der Hauptgürtel verlief und sich über eine Länge von 36 m zum Heck hin erstreckte. Die Türme der 305-mm-Geschütze waren mit 203 bis 305 mm und die Türme der 234-mm-Kanonen mit 127 bis 229 mm dicken Panzerplatten geschützt. Die Barbetten mit einer Innenfläche von 152 mm waren oberhalb 304 mm und unterhalb des Hauptdecks 203 mm dick. Die Kasematten für die 152-mm-Geschütze waren durch 178 mm dicke Panzerung geschützt. Der Kommandoturm war rundherum mit 305 mm gepanzert. Die zwei gepanzerten Decks waren 25 bis 64 mm dick.